# Wy-dit-Joli-Village
Wy-dit-Joli-Village – miejscowość i gmina we Francji, w regionie Île-de-France, w departamencie Dolina Oise.
Według danych na rok 2010 gminę zamieszkiwało 327 osób, a gęstość zaludnienia wynosiła 39 osób/km².